# Melphinyet
Melphinyet is een Afrotropisch geslacht van vlinders van de familie van de dikkopjes (Hesperiidae), uit de onderfamilie van de Hesperiinae. Dit geslacht is voor het eerst wetenschappelijk beschreven door Torben Bjørn Larsen in een publicatie uit 2012.

## Soorten
- Melphinyet eala (Evans, 1956)
- Melphinyet flavina (Evans, 1937)
- Melphinyet statirides (Holland, 1896)
- Melphinyet tarace (Mabille, 1891)
- Melphinyet unistriga (Holland, 1893)